# Leandro Cruz Fróes da Silva
Leandro Cruz Fróes da Silva (Rio de Janeiro, 5 de novembro de 1969) é um advogado e político brasileiro, ex-Ministro do Esporte. Entre 2006 e 2008, foi secretário de Transporte e Serviços Públicos de Nova Iguaçu, na Baixada Fluminense.